# 建築都市デザイン学科
建築都市デザイン学科（けんちくとしでざいんがっか）とは、大学の学科名で、建築学科同様建築学をも学ぶが、建築が織り成す都市デザイン、アーバンデザインなどを中心に学ぶ。
建築都市デザイン学科は、多様化・複雑化する建築・都市へのニーズ、新しい時代にふさわしいデザインの創造を担う人材を育成する学科である。 

## 建築都市デザイン学科のある日本の大学
- 金沢工業大学　環境・建築学部
- 立命館大学　工学部
- 名古屋市立大学　芸術工学部
- 宇都宮大学　地域デザイン科学部

## その他
- 大阪工業大学 工学研究科　建築・都市デザイン工学専攻
- 愛知産業大学　造形学部 建築学科 には、都市設計コース　がある。
- 早稲田大学芸術学校 に、産業技術専門課程 建築都市設計科(夜間)　がある
- 東京都市大学には、建築都市デザイン学部がある
- 工学院大学は工学部から建築学科が建築学部へと分離するにあたり、建築デザイン学科に